# Dorothy Walton
Dorothy Louise Walton (* 7. August 1909 in Swift Current; † 17. Oktober 1981 in Toronto, geborene Dorothy McKenzie) war eine kanadische Badmintonspielerin.

## Karriere
Dorothy Walton war eine der bedeutendsten Badmintonspielerinnen in der Anfangszeit dieser Sportart in Kanada. Sie gewann 1936 ihren ersten kanadischen Dameneinzeltitel. 1938 siegte sie erneut im Dameneinzel. 1939 sorgte sie für die große Sensation bei den All England, als sie dort die Einzelkonkurrenz gewinnen konnte. 1940 siegte sie noch einmal im Einzel und im Doppel bei den nationalen Titelkämpfen.

## Erfolge
| Saison | Veranstaltung                 | Disziplin   | Platz | Name                            |
| ------ | ----------------------------- | ----------- | ----- | ------------------------------- |
| 1936   | Kanada: Einzelmeisterschaften | Dameneinzel | 1     | Dorothy Walton                  |
| 1938   | Kanada: Einzelmeisterschaften | Dameneinzel | 1     | Dorothy Walton                  |
| 1939   | All England                   | Dameneinzel | 1     | Dorothy Walton                  |
| 1940   | Kanada: Einzelmeisterschaften | Damendoppel | 1     | Dorothy Walton / Evelyn Effnert |
| 1940   | Kanada: Einzelmeisterschaften | Dameneinzel | 1     | Dorothy Walton                  |
| 1947   | Kanada: Einzelmeisterschaften | Dameneinzel | 2     | Dorothy Walton                  |